# Baile an Fheirtéaraigh
Baile an Fheirtéaraigh (ˈbˠalʲənʲ ɛɾˠˈtʲeːɾˠigʲ o An B[h]uailtín, en anglès Ballyferriter) és una ciutat d'Irlanda, a la Gaeltacht del comtat de Kerry, a la província de Munster. Es troba a l'oest de la península de Corca Dhuibhne (Dingle) i segons el cens de 2002 al voltant del 75% de la població parla l'irlandès quotidianament.
La vila va rebre el nom de la família hibernonormanda Feiritéar que s'assentà a Ard na Caithne ala darreria l'edat mitjana i de la que el membre més famós fou un poeta executat al segle xvii, Piaras Feiritéar. A nivell local encara és usat l'antic nom de la vila An B[h]uailtín («el petit indret lacti»).
La vila està situada als marges dels turons de Croaghmarhin vora Cuan Ard na Caithne (també anomenat Smerwick harbour) a la península de Dingle, en la carretera regional R559 que voreja l'oest de la península començant i acabant al poble d'An Daingean. Hi ha tres pubs i un hotel, una escola, església, museu (Músaem Chorca Dhuibhne), Comharchumann Forbartha Chorca Dhuibhne, i una caserna de la Garda. La vila rep nombrosos estudiants d'irlandès durant l'estiu, tant infants com adults. L'UCC hi té instal·lacions per a facilitar l'accés als estudiants de la zona.
Entre Ballyferriter i Smerwick Harbour hi ha Dún an Óir (el fort d'Or), una fortificació de l'edat de ferro on el 1580 es va produir una massacre durant la segona rebel·lió dels Desmond. Una tropa de 600 espanyols i italians que va desembarcar en suport del rebel James Fitzmaurice Fitzgerald fou massacrada per les tropes angleses d'Arthur Grey, 14è baró Grey de Wilton.